# Komunistyczna Partia Holandii
Komunistyczna Partia Holandii (niderl. Communistische Partij Nederland, CPN) – holenderska partia polityczna o profilu komunistycznym. Istniała w latach 1909–1991 po czym wstąpiła w skład nowej lewicowej formacji politycznej, Zielona Lewica.

## Rozłam w SDAP
W 1907 roku dwójka działaczy ówczesnej partii socjaldemokratycznej, Ceton i David Wijnkoop założyło pismo De Tribune. Działacze ci na łamach gazety krytykowali umiarkowane kierownictwo Socjaldemokratycznej Partii Robotniczej (SDAP). Założyciele pisma byli zwolennikami ortodoksyjnego marksizmu i spodziewali się wybuchu rewolucji proletariackiej, kierownictwo SDAP natomiast było zorientowane reformistycznie i parlamentarnie. Na zjeździe partii w Deventer w 1908 kierownictwo SDAP zażądało zaprzestania publikowania Tribune pod groźbą wydalenia z partii twórców pisma. Żądanie spotkało się z odmową. W rezultacie Cetona i Wijnkoopa oraz ich zwolenników (w tym poetę Hermana Gortera) wydalono z partii. W 1909 rozłamowcy założyli nową partie o nazwie Partia Socjaldemokratyczna (SDP). Do 1910 SDAP skupiało się na atakowaniu nowej formacji. Rewolucja rosyjska w 1917 doprowadziła w większości partii socjalistycznych w Europie, do rozłamu na frakcję reformistyczną i rewolucyjną. Pomimo tego że SDP wystartowała w wyborach w 1917 to nie udało się jej uzyskać żadnego mandatu. W wyborach w 1918 partia zdobyła dwa mandaty w parlamencie a Wijnkoop przejął kierownictwo w partii. W tym samym roku SDP dołączyła do Międzynarodówki Komunistycznej grupującej partie sympatyzujące z leninizmem.

## Historia ugrupowania
Po wstąpieniu do Międzynarodówki Komunistycznej, partia zmieniła nazwę na 'Holenderska Partia Komunistyczna (CPH). W 1920 czołowi komuniści - Gorter i Pannekoek - opuścili partię i opowiedzieli się za komunizmem rad. W wyborach w 1922 CPH zachowała dwa mandaty. Jednym z kandydatów partii z wyborów tym roku był Indonezyjczyk Tan Malaka który tym samym stał się pierwszym w historii kraju kandydatem pochodzącym z kolonii. Ze względu na wiele schizm i wykluczania z partii działaczy, KPH do czasu II wojny światowej straciła wielu członków i nie cieszyła się dużym poparciem społecznym. W 1929 KPH startowało w wyborach z dwóch różnych list udział a więc uzyskała dwa miejsca w parlamencie. Pod naciskiem Kominternu udało się uzyskać kompromis i zgodę w partii. W 1935 zmieniono nazwę na Komunistyczna Partia Holandii. Podczas wyborów parlamentarnych w 1933 partia zdobyła cztery miejsca w parlamencie. W 1937 zostały one jednak utracone.
Po niemieckiej inwazji na kraj partia została zdelegalizowana przez władze okupacyjne. Już w dniu kapitulacji Holandii, 15 maja 1940, na posiedzeniu zarządu partii postanowiono zbudować nielegalną organizacje. Nielegalna KPH została poddana represjom. Setki ludzi powiązanych z partią zostało aresztowanych z czego co najmniej 130 zostało zamordowanych. Szacuje się, że w czasie wojny zginęło ponad 2000 komunistycznych bojowników ruchu oporu.
Działalność partii komunistycznej podczas wojny doprowadziła ją w okresie powojennym do szczytu popularności. W wyborach samorządowych na początku 1946 roku partia zdobyła 16% głosów w całym kraju. W gminie Amsterdam komuniści cieszyli się (wraz z lewicowym odłamem socjalistów, z którym przez pewien czas tworzyli koalicję) największym poparciem z 32% głosów i 15 mandatami. Pierwsze powojenne wybory parlamentarne w tym roku dały partii 10,6% głosów. Gazeta "Prawda" redagowana przez komunistów była jedną z najbardziej poczytnych gazet w Holandii. Pod wpływem zimnej wojny partia straciła wielu zwolenników i w 1959 uzyskała jedynie 2,4% głosów. Partia była bardzo niepopularna w czasie powstania węgierskiego w 1956, kiedy to ugrupowanie poparło radziecką inwazję.
W 1991 partia weszła w skład nowo powstałego ugrupowania Zielona Lewica. Część działaczy niechętna wobec fuzji utworzyła partie pod nazwą Nowa Partia Komunistyczna Holandii.